# Пайта (приток Большого Чёласа)
Пайта — река в России, протекает по Лешуконскому району Архангельской области. Правая составляющая Большого Чёласа.
Длина реки составляет 31 км. Сливаясь с Малым Чёласом образует Большой Чёлас. В бассейне Пайты находится озеро Николицево.

## Данные водного реестра
По данным государственного водного реестра России относится к Двинско-Печорскому бассейновому округу, водохозяйственный участок реки — Мезень от истока до водомерного поста у деревни Малонисогорская. Речной бассейн реки — Мезень.
Код объекта в государственном водном реестре — 03030000112103000048648.